# La ruota della fortuna
La ruota della fortuna è un programma televisivo italiano di genere game show, versione italiana del format statunitense Wheel of Fortune, in onda sull'emittente NBC. In Italia il format ha debuttato negli anni ottanta come gioco all'interno di alcuni contenitori di Canale 5, per poi diventare un programma autonomo sulla syndication Odeon TV (ora chiamata Odeon 24), in onda dal 19 ottobre 1987 al 25 giugno 1988 con la conduzione di Augusto Mondelli, noto come Casti. Ha però raggiunto la notorietà con Mike Bongiorno, che lo ha condotto per quattordici anni, prima su Canale 5 (dal 1989 al 1996) e poi su Rete 4 (dal 1996 al 2003). Il programma è tornato in onda su Italia 1 per due edizioni con la conduzione di Enrico Papi (dal 2007 al 2009) e poi nuovamente su Canale 5 (dal 2024) con la conduzione di Gerry Scotti. Insieme a Ok, il prezzo è giusto! e a Il gioco delle coppie è uno dei pochi programmi andati in onda su tutte e tre le emittenti generaliste di Mediaset.

## Il programma
La ruota della fortuna nasce dall'adattamento italiano del format statunitense Wheel of Fortune, ideato da Merv Griffin e proposto dall'emittente d'oltreoceano NBC a partire dal 1975, con la conduzione di Chuck Woolery, sostituito il 28 dicembre 1981 da Pat Sajak. Sajak fu sostituito da Rolf Bernischke nel gennaio 1989 e andò in onda fino al luglio 1989, quando passò alla CBS e Bob Goen presentò questa versione. La versione andò in onda fino al 1991, quando passò alla NBC per un'ultima estate prima di concludersi. Nel 1983, una versione con accesso in prima serata simultaneo debuttò con Sajak come presentatore fino al 7 giugno 2024, quando fu sostituito da Ryan Seacrest per la 42ª stagione di questa versione in anteprima il 9 settembre 2024.
Una versione in prima serata per celebrità della ABC debuttò nel 2021 con Sajak come presentatore (Seacrest non presenterà la versione per celebrità nella stagione 2024-2025 a causa dei suoi impegni con Idols). Il titolo del programma si riferisce alla casualità con la quale la ruota termina la sua corsa in uno degli spicchi nei quali è suddivisa: lo spicchio su cui si ferma la ruota non dipende infatti dall'abilità o dalla bravura del concorrente, ma solo dalla fortuna. Il programma si contende con Ok, il prezzo è giusto! il titolo di quiz televisivo più celebre del mondo, grazie alla sua diffusione in 54 paesi e a un'audience complessiva stimata in circa 100 milioni di spettatori.

## Storia del programma

### Le prime versioni non ufficiali (1983-1988)
In Italia, una forma "embrionale" del game show venne realizzata nel 1983 per Canale 5 all'interno del gioco finale della frase misteriosa nel programma Ciao gente!, condotto da Corrado, che nel 1985 lo ripropose anche nella parte preserale di Buona Domenica da lui condotta. Sempre su Canale 5 La ruota della fortuna apparve dall'autunno dello stesso anno come gioco all'interno del game show Pentatlon, condotto da Mike Bongiorno. Tali inserimenti marginali in altre trasmissioni erano legati ai tentativi di acquisire i diritti del format, frenati dalle esose richieste dei titolari statunitensi. Nella stagione 1987-1988, sempre su Canale 5, all'interno del contenitore domenicale La giostra venne realizzato un quiz simile a La ruota della fortuna intitolato Parole d'oro, la cui differenza principale con l'originale era la presenza delle lettere dell'alfabeto che sostituivano i premi in denaro sulla ruota. Il gioco, in onda alle 17:00, era condotto da Mike Bongiorno coadiuvato da Susanna Messaggio.

### Il debutto su Odeon TV (1987-1988)
Il quiz come programma autonomo e diritti regolarmente pagati iniziò ad andare in onda il 19 ottobre 1987 sul circuito di emittenti locali collegate alla neonata syndication Odeon TV (dal 2014 rinominata Odeon 24) con la conduzione di Augusto Mondelli, conosciuto con lo pseudonimo di Casti, affiancato dalla valletta Raffaella La Vecchia, conosciuta anche come Raffaella de Riso. Il programma va in onda dal lunedì al sabato alle 20:00 fino al 6 febbraio 1988. Il 31 dicembre la puntata vede eccezionalmente protagonisti come concorrenti 3 coppie composte da nonni e nipoti. A partire dal 10 febbraio il programma è promosso per 8 settimane alla prima serata del mercoledì. Questa edizione serale, conclusasi mercoledì 30 marzo, vede l'ingresso nel cast della ex valletta di La Corrida Michelle Klippstein. Nello stesso periodo, dal 14 febbraio al 3 aprile, il programma va in onda per 13 puntate anche alla domenica. Con la sospensione dell'edizione serale, il programma si stabilì nella fascia preserale del sabato, dal 9 aprile al 25 giugno, per un totale di 12 puntate.

### Le edizioni di Canale 5 (1989-1996)

#### Struttura e regolamento
La trasmissione prevede la presenza di tre postazioni che accolgono altrettanti concorrenti, il campione o la campionessa e due sfidanti, un uomo e una donna; la postazione sul lato sinistro è rosa, per la sfidante donna, quella al centro è gialla, per il campione o la campionessa in carica, e quella a destra è azzurra, per lo sfidante uomo. Alle spalle dei concorrenti vi sono tre grandi varianti del logo della trasmissione dello stesso colore delle rispettive postazioni, con una vistosa scritta «campione» sul logo centrale. In corrispondenza di ciascuna postazione sono presenti due contatori numerici; quello superiore contrassegnato dalla scritta TOT indica il montepremi accumulato durante tutta la puntata, mentre quello inferiore, contrassegnato con la scritta ORA, indica il montepremi parziale accumulato durante la manche in gioco. A valle delle postazioni, in posizione orizzontale, è presente la ruota, divisa in tanti spicchi colorati. Negli spicchi sono indicati:
- varie somme di denaro, con valori che vanno da un minimo di 300 000 lire ad un massimo di 1 milione (solo nella prima edizione è presente anche uno spicchio avente il valore di 200 000 lire);
- il passamano, con il quale il concorrente deve cedere il turno di gioco all'avversario;
- il perdetutto, con cui il concorrente perde sia il turno di gioco sia il montepremi parziale accumulato fino a quel momento;
- il jolly, che viene acquisito quando il giro di ruota si ferma sul relativo spicchio e, se in seguito ci si ritrova a dover perdere il turno, consente di mantenerlo.

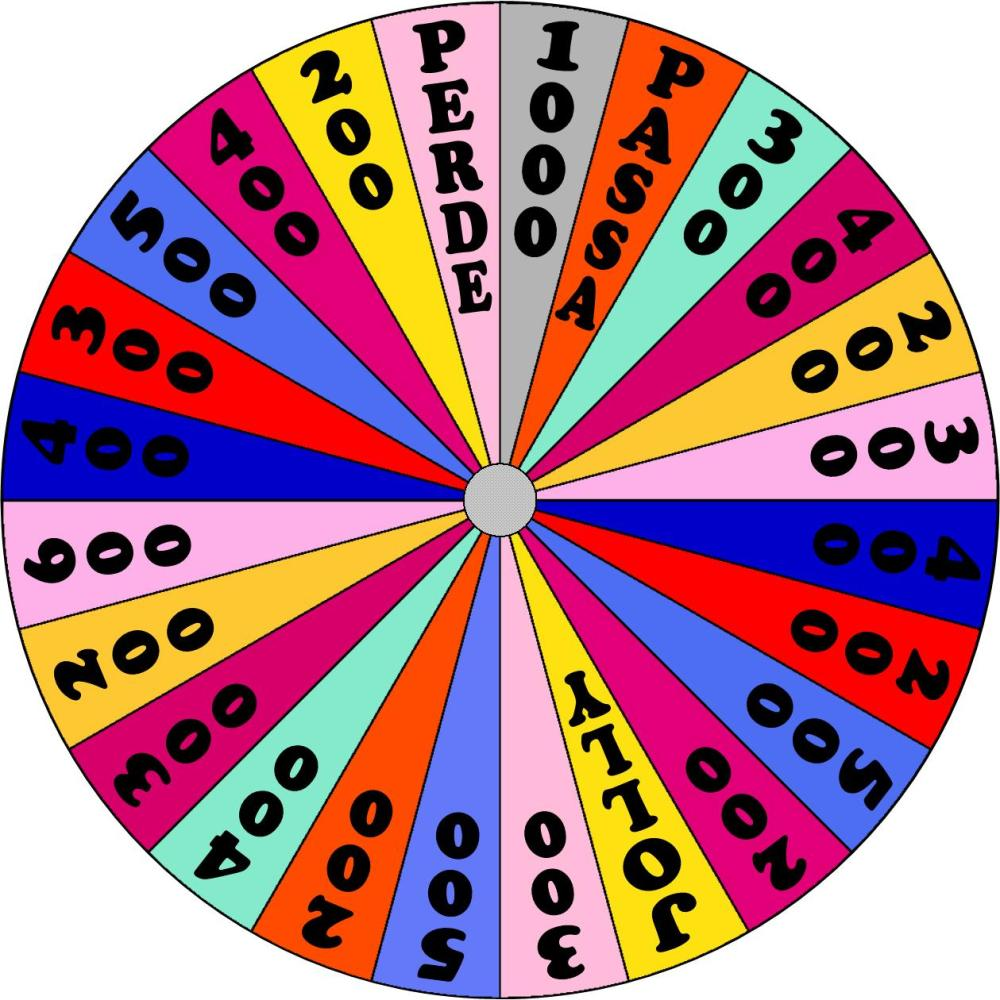
La prima versione della Ruota nelle edizioni italiane condotte da Mike Bongiorno usata dal 1989 fino a circa metà stagione 1991-1992.

Di fronte ai concorrenti è presente un tabellone elettro-meccanico con caselle a tre facce: una verde, una bianca ed una con una grande lettera nera su sfondo bianco. Le caselle bianche corrispondono alle lettere che costituiscono la frase da indovinare: compito della valletta è quello di girare le caselle che si illuminano a mano a mano che i concorrenti indovinano le lettere presenti nella frase.

#### Svolgimento della manche
All'inizio della manche viene dato il tema di una frase misteriosa celata dal tabellone. Subito dopo il concorrente a fianco del conduttore gira la ruota. Se questa si ferma su un premio in denaro, il concorrente di turno deve chiamare una consonante. Se tale consonante è presente nella frase, le caselle che celano la lettera richiesta si illuminano e vengono scoperte dalla valletta, mostrando le lettere, e il concorrente guadagna la cifra indicata dalla ruota moltiplicata per il numero di volte che la lettera è presente nella frase, che va ad aggiungersi al suo montepremi parziale. Dopodiché il concorrente ha cinque secondi per scegliere se girare ancora la ruota, tentare di dare la soluzione oppure chiamare una vocale, che a differenza delle consonanti viene "comprata", causando una perdita di denaro: il costo delle vocali è di un milione di lire, sempre uguale a prescindere dal fatto che la vocale scelta sia o meno presente nella frase e da quante volte è presente, e viene sottratto dal proprio montepremi parziale. Ogni volta che si chiama una lettera, si deve precisarla indicando anche una parola che inizia con essa (ad esempio "C di casa", "A come albero" ecc.).
Successivamente, se il concorrente scopre una qualunque lettera o guadagna un jolly, ripete il gioco di cui sopra, altrimenti cede il turno al concorrente a fianco.
Il concorrente perde il turno di gioco quando:
- chiama una lettera già scoperta o che si rivela non essere presente nella frase;
- tenta di indovinare la frase e sbaglia;
- il suo giro di ruota si ferma sullo spicchio passamano (con cui si perde il turno di gioco) o sullo spicchio perdetutto (con cui si perdono sia il turno di gioco sia il montepremi parziale accumulato fino a quel momento);
- dopo aver girato la ruota, chiama una vocale anziché una consonante;
- gira la ruota dopo che sono state scoperte tutte le consonanti presenti nella frase (ed in questo caso viene anche azzerato il montepremi parziale);
- dopo aver chiamato e scoperto una lettera presente nella frase, lascia passare i cinque secondi a sua disposizione senza decidere cosa fare.

In tutti questi casi, se il concorrente, in precedenza, ha ottenuto un jolly girando la ruota, può giocarlo, evitando la perdita del turno (ma non la perdita del montepremi parziale se è capitato sullo spicchio perdetutto). Quando tutte le consonanti della frase sono scoperte, un triplice segnale acustico avverte i concorrenti che da lì in avanti, quando viene il loro turno, è concesso solo di tentare di dare la soluzione oppure, se in possesso del denaro necessario, comprare una vocale. La manche finisce quando un concorrente dà la soluzione esatta; in tal caso, il concorrente aggiunge al suo montepremi totale il montepremi parziale accumulato durante la manche; se tale montepremi è inferiore ad 1 milione di lire viene arrotondato a tale cifra. Gli altri concorrenti non aggiungono nulla al loro montepremi totale, anche nel caso in cui il loro montepremi parziale fosse superiore a quello del vincitore della manche. Al termine dell'ultima manche, il concorrente con il montepremi totale maggiore viene proclamato campione e torna nella puntata successiva. Il campione rimane in carica per un numero massimo prestabilito di puntate, variabile a seconda delle edizioni. Il campione in carica, oltre alla vincita in denaro accumulata durante la puntata, ha la possibilità di vincere un ulteriore premio fisico a sua scelta tra quelli presenti in studio, ad esempio un'automobile, una pelliccia, un elettrodomestico ecc. indovinando la frase finale. Il concorrente chiama, senza girare la ruota, cinque consonanti ed una vocale a sua scelta. Vengono scoperte tutte le lettere chiamate, se presenti, dopodiché viene dato il tema della frase e scatta il cronometro, scandito da un rullo di tamburi. Il concorrente ha quindici secondi per dare la soluzione e se ci riesce aggiunge ai soldi già vinti il premio della fase finale, diversamente vince solo il montepremi ottenuto nel corso della puntata.
Stagione 1989
Il programma approda su Canale 5 il 5 marzo 1989 con la conduzione di Mike Bongiorno, venendo collocato nella fascia preserale della domenica dalle 19:00 alle 19:45, come il precedente Parole d'oro. La valletta di questa prima edizione della ruota è Ylenia Carrisi, figlia primogenita di Al Bano e Romina Power, che tornerà brevemente a ricoprire il ruolo in alcune puntate del 1992 (in sostituzione di Paola Barale, ammalatasi), in seguito salita alla ribalta delle cronache in quanto misteriosamente scomparsa in circostanze mai chiarite da New Orleans tra la fine del 1993 e l'inizio del 1994 e mai più ritrovata, tanto che nel 2014 né è stata dichiarata la morte presunta. Le tre manche prevedono sulla ruota un montepremi uguale per tutte e tre le partite, con spicchi che vanno da 200 000 lire a 1 milione di lire. Il format originale americano è riportato fedelmente e per intero: la Ruota è suddivisa in 24 spicchi, ognuno con un valore o una scritta, e girandola i concorrenti potranno chiedere le consonanti della Frase misteriosa impostata sul Tabellone composto da 52 caselle; in ogni puntata si svolgono 3 manche più la frase finale per l'assegnazione di un super premio del valore di circa 50.000.000 di lire come automobili, viaggi, gioielli, arredamenti e pellicce. Questa prima edizione si conclude il 25 giugno.
Stagione 1989-1990
La seconda stagione prende il via il 1º ottobre 1989 e si conclude il 24 giugno 1990. Nel ruolo di valletta debutta una giovane ed ancora sconosciuta Paola Barale, che sostituisce Ylenia Carrisi. La trasmissione parte alle 19:45 e si conclude alle 20:30 prendendo il posto nel palinsesto domenicale del programma Tra moglie e marito. A partire da questa stagione, per aumentare la suspense e dare anche a chi ha il montepremi più basso una speranza di vincere la puntata e diventare campione, nell'ultima manche i premi sulla ruota sono raddoppiati, con spicchi che vanno da un valore minimo di 600 000 lire ad un massimo di 2 milioni di lire. Viene introdotto il giro di riscaldamento: ogni concorrente, all'inizio della manche, gira la ruota una volta sola e passa la mano al concorrente successivo, dopo che tutti e tre i concorrenti hanno effettuato il giro di prova inizia il gioco vero e proprio, cioè il giocatore a fianco del conduttore inizia a giocare e mantiene il turno finché non si ritrova a perderlo per i motivi già descritti. La vincita minima per la soluzione data è di 1 000 000 di lire per le prime due manche e di 2 000 000 per la terza. I jolly guadagnati e non utilizzati entro la seconda manche vengono persi all'inizio della terza.
Stagione 1990-1991
La terza edizione del programma prende il via il 7 ottobre 1990 e si conclude il 30 giugno 1991. Nel ruolo di valletta è confermata Paola Barale. Novità di questa edizione è la riduzione del premio della frase finale che passa da 50 a 30 milioni di lire. In questa stagione la trasmissione trasloca allo Studio One di Quarto Oggiaro.
Stagione 1991-1992
Dopo due stagioni di grande successo, a partire dal 30 settembre 1991 la trasmissione diventa un programma quotidiano, in onda dal lunedì al sabato alle 19:00 (alle 18:55 nell'ottobre 1991). Vengono inserite diverse novità sul regolamento del gioco:
- nello stesso turno di gioco i giocatori possono comprare solo una vocale per turno di gara (ma ciò non significa che i giocatori non possano comprare più vocali durante la stessa manche);
- i campioni possono rimanere in carica per un massimo di 5 puntate.[7]

Con il passaggio al daytime quotidiano, il valore del premio finale si assesta attorno ai 10-20 milioni di lire. Mercoledì 25 dicembre viene realizzata una puntata speciale con concorrenti Gerry Scotti nei panni di Babbo Natale, Paolo Bonolis nei panni di un Re Magio, e Massimo Boldi in quelli di un pastorello. Il montepremi vinto viene devoluto in beneficenza ai bambini audiolesi. Martedì 31 dicembre viene invece realizzata un'altra puntata speciale con concorrenti Raimondo Vianello, Sandra Mondaini e Giorgio Faletti. Il montepremi vinto viene devoluto in beneficenza alla Lega Italiana per la Lotta ai Tumori. A partire dal 13 gennaio 1992 la trasmissione viene allungata di un quarto d'ora, in seguito a una modifica del palinsesto allo scopo di inserire, alle ore 20:00, l'edizione serale del neonato TG5; così facendo, il programma ha il compito di indirizzare gli ascolti sul nuovo telegiornale, diretto e condotto da Enrico Mentana, che sostituisce Il gioco dei 9 (trasferito su Italia 1). Sempre da gennaio, il numero delle manche passa da 3 a 4. Il giocatore che iniziava la quarta manche era quello che aveva il montepremi minore nella classifica generale. Nel corso di questa stagione, sulla ruota gli spicchi perdetutto passano da uno a due. Il 21 febbraio, il quiz raggiunge 5 382 000 telespettatori, risultando il programma più visto della giornata. Nell'estate del 1992 per garantire al neonato TG5 il giusto traino il programma prosegue la sua messa in onda per tutto il periodo estivo (così come gli altri due game-show della rete, Ok, il prezzo è giusto! e Il pranzo è servito). Le puntate estive vengono arricchite da una nuova scenografia, sempre a firma di Graziella Evangelista, che richiama la bella stagione. In studio è inoltre presente un acquario, inquadrato nella sigla di testa della trasmissione. A conferma del successo di pubblico riscosso la trasmissione riceve il telegatto nella categoria Giochi e Quiz.
Stagione 1992-1993
La nuova stagione prende il via il 28 settembre e come accaduto nella precedente edizione, va avanti per tutto il periodo estivo, concludendosi il 24 settembre 1993. Proseguendo l'iniziativa dell'estate 1992 la scenografia si arricchisce di pannelli ed elementi che richiamano le stagioni dell'anno. Da questa stagione inoltre il conduttore ha a disposizione un oggetto con il quale "punire" in maniera scherzosa i concorrenti che commettono errori durante il gioco: in autunno una scopa, in inverno una pala da neve, in primavera un ramo di pesco fiorito e in estate un remo. Da questa stagione, come avvenuto in altre trasmissioni di Bongiorno, vengono inseriti alcuni concorsi legati al settimanale TV Sorrisi e Canzoni, come il Bingo Arcobaleno e il Bingo Magic. A maggio 1993 la trasmissione vince il suo secondo telegatto sempre nella categoria Giochi e Quiz.
Stagione 1993-1994
In questa stagione il quiz va in onda soltanto dal lunedì al venerdì, lasciando il sabato il posto a un altro quiz, Sì o no?, con la conduzione di Claudio Lippi. Nella prima parte della stagione il programma ottiene una media di 6 700 000 telespettatori, confermandosi il quiz più visto della fascia oraria preserale. A gennaio del 1994 il set di registrazione del programma passa dallo Studio One agli studi 6 e 7 di Cologno Monzese. L'ultima puntata giornaliera registrata allo Studio One va in onda venerdì 28 gennaio 1994 mentre la prima dal nuovo studio lunedì 31. In questa stagione si festeggia l'importante traguardo delle 1000 puntate. Come accaduto nelle 2 stagioni precedenti la trasmissione riceve il telegatto come miglior quiz della televisione italiana e va avanti per tutto il periodo estivo con nuove puntate.
Novità di questa stagione sono:
- aumento delle manche da quattro a cinque.
- sulla ruota gli spicchi passamano passano da uno a due.[7]
- Se dopo 9 turni di gioco consecutivi nessun giocatore riesce a trovare lettere o dare la soluzione esatta, la partita veniva considerata nulla e la frase viene scoperta automaticamente.[7]

In questa stagione vengono inoltre realizzati 2 spin-off:
La ruota d'oro
All'inizio del 1994 viene realizzata un'edizione speciale in prima serata dal titolo La ruota d'oro. Il programma va in onda per tre venerdì dal 21 gennaio al 4 febbraio. Ognuna delle tre serate si compone di tre manche: la prima prevede la partecipazione di bambini che si sfidavano per vincere giocattoli invece dei gettoni d'oro; nella seconda parte si cimentano degli ospiti VIP che devolvono in beneficenza il montepremi accumulato; mentre nella terza e ultima parte gareggiano i campioni delle edizioni precedenti, alla conquista del titolo di Supercampione.
- 21 gennaio: Aldo Biscardi, Maurizio Ferrini (nei panni della Signora Coriandoli), Toto Cutugno
- 28 gennaio: Marco Columbro, Jo Squillo, Claudio Cecchetto
- 4 febbraio: Brigitte Nielsen, Maurizio Mosca, Vittorio Sgarbi

La ruota mundial
Nell'estate del 1994, in occasione dei mondiali di calcio negli Stati Uniti, viene realizzato un secondo spin-off dal titolo La ruota mundial, dove partecipano come concorrenti i migliori campioni di calcio e personaggi televisivi legati al mondo dello sport, che devolvono le vincite in beneficenza. Il programma va in onda per cinque sabati in prima serata dal 18 giugno al 16 luglio. Nel cast figurano Paola Barale che veste i panni di calciatrice e l'animatore Damiano Gagliani in quelli di arbitro.
- 18 giugno: Fabio Fazio, Maurizio Mosca, Suor Paola (vincitrice)
- 25 giugno: Giancarlo Della Casa, Davide Fontolan, Candido Cannavò (vincitore)
- 2 luglio: Giampiero Boniperti, Idris e Franco Causio (vincitore).
- 9 luglio: Stefano Tacconi, Azeglio Vicini, Carolina Morace[13]
- 16 luglio: Claudio Gentile, Nando Martellini, Gianni De Felice[14]

Stagione 1994-1995
La stagione prende il via il 19 settembre 1994 e prosegue ininterrottamente sino al 16 settembre 1995. Ad affiancare Mike è ancora una volta Paola Barale, che a fine stagione decide di lasciare la trasmissione per intraprendere nuove sfide professionali. Anche in questa edizione viene proposto lo spin off in prima serata La ruota d'oro, sempre della durata di tre puntate, in onda per tre giovedì dal 12 al 26 gennaio, con concorrenti i bambini ed i supercampioni della versione quotidiana. Il programma riceve il suo quarto telegatto consecutivo nella categoria Giochi e Quiz. Nel corso dell'estate 1995, Paola Barale, impegnata nelle prove dello show La sai l'ultima?, è per alcune settimane sostituita da Roberta Capua.
Stagione 1995-1996
Il 18 settembre 1995 inizia una nuova edizione ricca di novità delle quali Mike si dimostra entusiasta. Vengono rinnovati la grafica, la sigla (che si intitola Gira la ruota ed interpretata da Bongiorno con Moreno Ferrara e Silvio Pozzoli), la scenografia e parte del regolamento. Al fianco di Mike al posto di Paola Barale arriva Antonella Elia. Le numerose novità cercano di far fronte alla forte concorrenza di Rai 1 che già dalla stagione con il quiz Luna Park era riuscita a superare negli ascolti il programma. In questa edizione la ruota ottiene una media di 4 000 000 di telespettatori, in qualche caso riuscendo ancora a vincere la sfida degli ascolti, anche grazie agli involontari siparietti comici tra Bongiorno e la Elia; molto celebre è rimasto anche un loro scontro, avvenuto fuori onda ma poi trasmesso dal programma Paperissima, riguardante uno degli sponsor del programma, una pellicceria, che, a detta di Bongiorno, era stato pubblicamente sbeffeggiato dalla Elia. In questa stagione vengono inoltre realizzate diverse puntate speciali con protagonisti coppie di fidanzati (in occasione di San Valentino), coniugi, nonni e nipoti. Nella puntata del 21 marzo, in occasione del primo giorno di primavera, il programma vede invece come concorrenti Gelindo Bordin, Gabriella Dorio e Orlando Pizzolato, storici eroi dell'atletica italiana.

#### Modifiche al regolamento
- spariscono i giri di riscaldamento;
- vengono eliminati gli oggetti delle punizioni scherzose ai concorrenti che commettevano degli errori.
- a partire da quest'edizione, per ogni manche, il jolly può essere guadagnato una sola volta da un unico concorrente, il quale per ottenerlo deve chiamare una consonante, perdendo la mano se questa non è presente nella frase;[15]
- a partire da quest'edizione, se il concorrente nel dare la soluzione sbaglia una parola o una lettera può correggersi "in corsa", sempre nel tempo massimo di cinque secondi;
- sempre a partire da questa stagione la scelta del premio per la frase finale veniva assegnata al caso, con il concorrente che doveva scegliere fra tre buste numerate, prima delle chiamata delle lettere, ed il premio assegnato (vinto o perso che fosse) veniva reso noto solo dopo la conclusione del gioco finale;
- inoltre vengono introdotti anche dei giochi enigmistici, che però non riscuoteranno molto successo, e verranno accantonati dopo poco tempo e si torna al regolamento originale di ogni manche.

### Le edizioni di Rete 4 (1996-2003)

Il programma nel 1996; si riconosce il conduttore Mike Bongiorno (al centro).

Dopo una riorganizzazione dei programmi delle tre reti Mediaset a seconda del loro target di riferimento e a seguito di un calo di ascolti, dal 9 settembre 1996, come già accaduto a Ok, il prezzo è giusto!, anche La ruota della fortuna passa da Canale 5 a Rete 4.
Stagione 1996-1997
Il programma va in onda dalle 12:30 alle 13:30 nella fascia oraria che precede il TG4; La scenografia e il logo del programma assumono dei colori caldi, più adatti alla messa in onda all'ora di pranzo. Al fianco di Mike Bongiorno al posto di Antonella Elia arriva la debuttante Claudia Grego (sostituita nel marzo 1997 per una settimana da Ana Laura Ribas, in quanto ammalatasi), che però a seguito di questa esperienza non prenderà più parte a nessun altro programma televisivo (salvo un breve ritorno nel ruolo di valletta nell'edizione successiva per due puntate, per sostituire Miriana Trevisan, indisposta a causa di altri impegni lavorativi). La nuova edizione vede il coinvolgimento del pubblico da casa col gioco a premi Caccia alla Parola, i cui vincitori vengono comunicati al TG4 il giorno successivo alla messa in onda della trasmissione. La prima puntata, in onda lunedì 9 settembre, vede eccezionalmente come concorrenti Antonella Elia, Emanuela Folliero e Susanna Messaggio. Nelle prime settimane di programmazione sono inoltre presenti diversi personaggi come Emilio Fede, Iva Zanicchi, Don Antonio Mazzi e il Gabibbo, che si divertono in alcune manche della trasmissione a fare da valletti ed interagire con Mike Bongiorno. Nella puntata in onda il 9 aprile si sfidano eccezionalmente i 3 atleti Davide Tizzano, Erika Spinello e Michele Menicagli.
Stagione 1997-1998
Nella stagione successiva il programma cambia ancora collocazione oraria e viene mandato in onda prima e dopo il TG4 delle 13.30. La prima mezz'ora di trasmissione va in onda dalle 13:00 alle 13:30, mentre la seconda dalle 14:00 alle 14:30. Per il terzo anno consecutivo cambiano il logo e la scenografia. Al fianco di Mike Bongiorno arriva Miriana Trevisan, che sostituisce Claudia Grego. In questa stagione il tabellone elettromeccanico viene sostituito da uno schermo digitale, con la valletta che ora deve solo toccare le caselle per far apparire le lettere chiamate. Nelle puntate in onda il 21 e 22 gennaio Claudia Grego riprende il ruolo di valletta in sostituzione di Miriana Trevisan, assente per problemi di salute. Il 9 maggio in occasione della festa della mamma viene realizzata una puntata speciale con una sfida tra tre Vip accompagnati dalle loro mamme (Simona Ventura con mamma Anna, Giorgio Mastrota con mamma Paola e Ambra Orfei con mamma Anita). Dal 22 al 27 giugno viene realizzato un torneo che vede protagonisti i sei più grandi campioni della stagione televisiva.
Stagione 1998-1999
Da questa stagione il programma va in onda definitivamente nella fascia compresa tra le 14:00 e le 15:00, subito dopo il TG4, a parte saltuarie apparizioni nella fascia preserale del sabato. L'11 febbraio, in occasione del carnevale, il programma realizza una puntata speciale con concorrenti i tre imitatori Danilo Vizzini, Gabriele Marconi e Claudio Lauretta che si sfidano al gioco e devolvono il ricavato a favore della Fondazione Vita Nova, un'organizzazione italiana attiva nel campo dell'adozione prenatale a distanza. Anche in questa stagione, dal 18 al 26 giugno viene realizzato un torneo con i migliori campioni dell'edizione.
Stagione 1999-2000
La nuova stagione riprende in autunno con la riconferma per il terzo anno consecutivo di Miriana Trevisan al fianco di Mike Bongiorno. In occasione delle feste di fine anno vengono realizzate tre puntate speciali. Il 24 dicembre i concorrenti della puntata sono tre nonni che si sfidano al gioco sostenuti da un pubblico formato da nipoti, parenti ed amici. Il 25 dicembre sono in gara i tre Babbi Natale VIP Alessia Mancini, Dario Ballantini e Fiorella Pierobon. Il 26 dicembre a sfidarsi sono invece tre cuochi, che durante la puntata mostrano alcuni dei loro piatti più famosi. Il 31 dicembre, in occasione del Capodanno di fine millennio, i concorrenti sono tre famosi astrologi: Emma Pereira, Susi Grossi e Flaminia Momigliano.
Stagione 2000-2001
La nuova stagione riprende con cast e meccanismi di gioco immutati. Il 1º gennaio 2001 viene realizzata una puntata speciale che vede concorrenti i sosia di Bill Clinton, Richard Gere e Ivana Spagna. Dal 29 gennaio al 3 febbraio 2001 il programma va in settimana bianca realizzando eccezionalmente sei puntate in esterna tra le piste innevate di Cervinia. Nella stessa stagione, dal 25 al 30 giugno, le puntate finali, con protagonisti i campioni dell'edizione, vengono realizzate a bordo di una nave da crociera.
Stagione 2001-2002
La stagione prende il via con un'importante novità. La ruota della fortuna è, infatti, la prima trasmissione italiana ad inaugurare la moneta unica europea che entrerà in vigore nei primi mesi del 2002. Nel programma i premi sono dunque calcolati per la prima volta in euro. Durante le prime manche del gioco gli spicchi vanno da 150 a 500 euro, mentre nelle fasi finali il valore aumenta da 200 a 1 000 euro. Il 21 settembre in occasione della maratona televisiva Trenta ore per la vita viene realizzata una puntata speciale eccezionalmente in diretta con concorrenti vip. Il 31 dicembre viene realizzata una puntata speciale nella quale tutto lo staff del programma abbandona le quinte per giocare davanti alle telecamere. La prima manche vede sfidarsi la valletta Miriana Trevisan, il giudice Davide Tortorella e l'animatore di studio Damiano Gagliani. Nelle successive partite sono protagonisti il regista Mario Bianchi, la truccatrice Rosanna Forte, l'assistente di studio Giovanni Fabbrini alias Geppo, il direttore della fotografia Franco Buso e la scenografa Sonia Balzani.
Stagione 2002-2003
Nella stagione 2002-2003 il programma subisce un notevole taglio di budget, con Mike Bongiorno che si dichiara fortemente contrariato. I tagli prevedono in particolare l'eliminazione del pubblico in studio, che viene sostituito dagli effetti sonori registrati. Al fianco di Mike arriva una nuova valletta, Nancy Comelli, che prende il posto di Miriana Trevisan. Il 2 dicembre 2002 viene celebrata la 3 000ª puntata del programma.
Stagione 2003
La nuova edizione, che vede al fianco di Mike la riconfermata presenza di Nancy Comelli, prende il via il 22 settembre e si conclude poco meno di 3 mesi dopo il 20 dicembre 2003, quando Mediaset decide di cancellare il quiz a causa dell'eccessivo costo dei diritti per il format originale americano (4000 € a puntata) e del notevole calo di ascolti registrato nell'ultima edizione. La versione curata e condotta da Mike Bongiorno termina così il suo corso dopo 3125 puntate.

### Le edizioni di Italia 1 (2007-2009)
Nel 2007 la Endemol Italia acquista i diritti per La ruota della fortuna, producendone una nuova edizione. Il programma torna così in onda in Italia, a quasi quattro anni dal congedo dato da Mike Bongiorno su Rete 4, approdando su Italia 1 nella fascia dell'access prime time, ovvero quella che precede il programma di prima serata, inclusa tra le 20:30 e le 21:20 circa. Come conduttore e valletta vengono scelti rispettivamente Enrico Papi, volto storico di Italia 1, e l'attrice e modella svedese Victoria Silvstedt, già valletta anche della versione francese del programma, in onda su TF1. Il format viene proposto in maniera diversa, con un'atmosfera molto più giovanile e dinamica, diversa da quella rassicurante e compassata delle edizioni di Bongiorno, venendo incontro anche alle esigenze di Italia 1, rete da sempre indirizzata ad un pubblico giovane. Ne sono andate in onda due stagioni di successo, comprese tra il 2007 ed il 2009, e le puntate sono state talvolta replicate dallo stesso canale e nel medesimo orario.
Dal 16 luglio all'8 settembre 2012 il programma venne riproposto in replica da Canale 5 chiamato a sostituire lo sfortunato game show di Flavio Insinna Il braccio e la mente nella fascia preserale il quale venne mandato in onda sotto forma di collage da due puntate.
La ruota della fortuna VIP
Nel marzo 2008 viene realizzata una versione speciale con concorrenti VIP in onda in prima serata su Italia 1 con il montepremi devoluto in beneficenza. La puntata vede 3 protagonisti differenti per ciascuna delle 3 manche.
- 1ª manche: Ludovico Fremont, Elda Avigini e Roberta Scardola (protagonisti della serie televisiva I Cesaroni)
- 2ª manche: Loredana Lecciso, Raffaella Lecciso, Amanda Lecciso
- 3ª manche: Nina Morić, Barbara Chiappini e Linda Santaguida

I vincitori di ogni manche (Ludovico Fremont, Loredana Lecciso e Barbara Chiappini) passano al round finale nel quale viene decretato il vincitore della puntata che accede alla frase finale.
I personaggi VIP sono presenti anche in alcune puntate della stagione 2008-2009, nella prima settimana di programmazione e durante il periodo natalizio.

#### Struttura e regolamento
Il regolamento era simile a quello già in uso nelle edizioni di Mike Bongiorno, con alcune modifiche. La puntata era divisa in quattro manches, chiamate round, ognuna delle quali cominciava con una breve frase iniziale, le cui lettere venivano scoperte automaticamente a caso e chi la indovinava per primo guadagnava 500 € ed il diritto di girare per primo la ruota. Sparirono le postazioni prestabilite dei concorrenti. Nell'edizione 2007-2008 era ancora in vigore la figura del campione, che tornava per un numero illimitato di puntate fino a quando non veniva sconfitto, mentre nell'edizione successiva c'erano tre concorrenti sempre diversi per ogni puntata. Nella ruota le caselle rimasero sostanzialmente le stesse, ma il jolly fu sostituito da una casella del valore di 0 € (con cui non si guadagnava nulla indipendentemente dalle lettere aperte), il passamano venne chiamato semplicemente passa ed il perdetutto fu rinominato bancarotta, provocando gli stessi effetti. Si potevano sempre comprare le vocali, che costavano meno delle precedenti edizioni, solo 200 €; sempre a differenza delle precedenti edizioni, tuttavia, si poteva acquistare solo una vocale per round. Il secondo round era caratterizzato dallo spicchio della caverna, con un valore compreso tra i 1 000 e i 3500 €; il concorrente a cui capitava di fermarsi in questo spicchio della ruota usciva dalla sua postazione e veniva condotto da Papi in una parte dello studio dove era esposta una serie di oggetti tecnologici, come computer, strumenti musicali, impianti stereo, televisori, elettrodomestici ecc. ognuno dei quali aveva riportato il rispettivo prezzo. Il concorrente aveva a disposizione venticinque secondi per raccogliere il maggior numero possibile di questi oggetti, prestando attenzione ai prezzi: se a tempo scaduto la somma dei prezzi degli oggetti raccolti non superava il valore della caverna il giocatore vinceva materialmente tutti gli articoli, altrimenti il gioco riprendeva come se non fosse accaduto nulla. Il terzo round aveva invece lo spicchio del viaggio; chi capitava in questa casella aveva appunto la possibilità di vincere un viaggio. Nell'edizione 2007-2008 per vincere il viaggio bastava che la ruota si fermasse sullo spicchio, mentre nell'edizione 2008-2009 per vincerlo bisognava chiamare una consonante presente nella frase, altrimenti non si vinceva nulla e si cedeva il turno al concorrente successivo. Nell'ultimo round, infine, c'era uno spicchio più stretto degli altri (che occupava solo uno degli spazi tra i pioli e non tre come gli altri spicchi) che poteva valere 1 000, 1 500, 2 000 o 2500 € (eccetto nella prima puntata della stagione 2007-2008, in cui ha avuto valore di ben 10000 €), protetto da due bancarotta anch'esse strette, quindi difficile da centrare e disastroso se mancato di poco, che però faceva guadagnare la grande somma sempre uguale, non moltiplicata per il numero di lettere che si scoprivano. Nella fase finale il concorrente che aveva accumulato il montepremi più alto nelle quattro manches veniva condotto in un'altra parte dello studio, dove doveva girare un'altra piccola ruota in cui ad ogni spicchio corrispondevano buste che avevano un valore massimo di 100000 € oppure consentivano di vincere un'automobile. Nella frase finale il meccanismo di scelta delle lettere divenne più simile a quello della versione statunitense: inizialmente venivano scoperte, se presenti nella frase, tre consonanti ed una vocale bonus (R, S, T ed E) più altre tre consonanti ed una vocale a scelta del concorrente, per un totale di otto lettere; inoltre, differentemente dalle edizioni di Bongiorno, il tema della frase veniva dato prima di scoprire le lettere. Il concorrente disponeva poi di 30 secondi di tempo per pensare e dire la frase: se la indovinava vinceva il contenuto della busta (una somma di denaro oppure l'automobile) in aggiunta al montepremi acquisito nella fase a round, in caso contrario vinceva solamente il montepremi conquistato durante i precedenti round. In ogni caso, nella sola edizione dell'annata 2007-2008, chi arrivava alla fase finale di una puntata veniva nominato campione e tornava di diritto alla puntata successiva.

### Il ritorno su Canale 5 (dal 2024)
Dopo quattordici anni di assenza, il 4 luglio 2023 durante la presentazione dei palinsesti Mediaset 2023-2024 viene ufficialmente annunciata una nuova edizione de La ruota della fortuna con la conduzione di Gerry Scotti nella fascia preserale di Canale 5. La nuova edizione, prodotta da Endemol Shine Italy e da Paramount (sotto nome Paramount Global Content Distribution) e con Samira Lui come valletta, va in onda dal 6 maggio al 2 giugno 2024.
Dopo il successo dell'edizione primaverile, è tornato nuovamente in onda dal 2 settembre 2024 al 19 gennaio 2025, sempre con la conduzione di Gerry Scotti affiancato da Samira Lui. Le puntate andate in onda dal 2 al 27 settembre 2024 e poi dal 7 al 19 gennaio 2025 erano inedite, mentre dal 28 settembre all'8 dicembre 2024 è andato in onda in replica nel fine settimana e dal 13 dicembre 2024 al 5 gennaio 2025 è andato in onda in replica tutti i giorni.
Dal 14 luglio 2025 il programma torna in onda nella fascia dell'access prime time in sostituzione di Paperissima Sprint, che viene invece spostata nel day-time pomeridiano di Italia 1. In questa edizione, il programma ottiene una scenografia tutta nuova, più grande rispetto alle due edizioni scorse nel preserale, e presenta delle novità nel regolamento, tra cui nuove fasi di gioco e un nuovo gioco finale; è inoltre presente, per la prima volta nella storia del programma, una band, composta da cinque musicisti, che si esibisce dal vivo durante la trasmissione.

#### Struttura e regolamento
Dal 2025, ogni puntata è articolata in vari round veloci (il primo incentrato sul tempo e sulla storia, i successivi su argomenti vari) e quattro round classici con i giri di ruota (nelle due edizioni in preserale con Gerry Scotti, invece, i round classici erano cinque).

###### Round veloci:La ruota del tempo, Triplete
Si tratta di quattro, cinque o sei frasi da indovinare senza giri di ruota, con le varie lettere che appaiono sul tabellone una dopo l'altra. I concorrenti devono prenotarsi tramite pulsante e fornire la soluzione. La prima frase (in alcune puntate, le frasi sono state due) rientra nel round La ruota del tempo ed è relativa a eventi storici; le successive tre frasi costituiscono il round Triplete e trattano argomenti vari. In caso avanzi tempo durante lo svolgimento della trasmissione, viene proposto un ulteriore round veloce subito dopo il Triplete. Sono così divisi:
- La ruota del tempo: il primo round veloce si gioca all'inizio della puntata con una frase che vale 1 000 € e il diritto a girare per primi la ruota nel primo round classico (Round musicale). In alcune puntate, questo round aveva due frasi (entrambe dal valore di 1 000 € ma la seconda dava anche il diritto a girare la ruota per primi nel Round musicale).
- Triplete: i successivi tre round veloci si giocano dopo la fine del round Express. Ogni frase vale 1 000 € ma, se tutte e tre vengono indovinate dallo stesso concorrente, quest'ultimo vince 5 000 €. Nell'ultima frase, per i primi 30 secondi, le lettere appaiono e scompaiono, per poi iniziare ad apparire e rimanere una dopo l'altra. Occasionalmente, alla fine di questo round, se avanza tempo nello svolgimento della puntata, viene proposta una quarta frase, sempre del valore di 1 000 € e con le lettere che possono apparire sia come nelle prime due frasi in sequenza che ad apparizione e sparizione come nella terza frase.

Nelle due edizioni in preserale, i round veloci erano cinque ed erano incentrati su tematiche fisse legate alle regioni italiane e a vari elementi del tempo e dello spazio che variavano di puntata in puntata. Il primo round veloce si giocava a inizio partita, i successivi tre dopo il round Mistero e l'ultimo dopo il round Express. L'ultimo round veloce permetteva di vincere 1 500 € e si giocava come i precedenti nella primavera 2024, mentre nell'autunno 2024 si giocava con le lettere che apparivano e scomparivano in sequenza per i primi 30 secondi.

###### Round classici:Round musicale, Mistero, ExpresseUltimo round
I round classici si giocano come da tradizione con i giri di ruota. Il concorrente che gira la ruota chiama una consonante e ottiene la cifra su cui si è fermata la ruota moltiplicata per il numero di volte che la consonante è presente nel tabellone. Può poi decidere se dare la soluzione, continuare a girare la ruota o, se ha già chiamato almeno una consonante, comprare una vocale. Il turno passa al giocatore successivo se chiama una consonante o compra una vocale assente nella frase, se fornisce una soluzione errata o se la ruota si ferma su un Passa o una Bancarotta (che a differenza del passato non azzera più la sola cifra parziale guadagnata durante la manche in svolgimento ma tutto il montepremi accumulato dal giocatore in tutta la puntata fino a quel momento). Ogni vocale costa 500 € (250 € nelle due edizioni in preserale) ed è possibile comprare un numero illimitato di vocali, ovviamente solo se si dispone del denaro necessario. Sulla ruota compaiono inoltre un Jolly Gerry e uno spicchio Raddoppio (il primo può essere usato dal concorrente in caso di errore, di passamano o di bancarotta per evitare di passare il turno mentre il secondo gli raddoppia la cifra parziale ottenuta fino a quel momento nella manche di gioco). Nella primavera 2024, al posto del Jolly Gerry compariva la carta Extra che permetteva al concorrente di chiamare una consonante in più nel gioco finale (nel caso diventava campione) mentre lo spicchio del Raddoppio consentiva al concorrente di raddoppiare la busta pescata nella ruota finale (sempre nel caso diventava campione). I round classici sono quattro (cinque nelle due edizioni in preserale) così suddivisi:
- Round musicale: si gioca subito dopo il round La ruota del tempo (primo round veloce) e la frase da indovinare ruota su argomenti a tema musicale (cantanti, canzoni, temi di canzoni e così via) con il supporto della band presente in studio. Il valore massimo della ruota è di 1 000 € (1 500 € nelle due edizioni in preserale);
- Mistero: si gioca subito dopo il Round musicale e propone frasi a tema di misteri e leggende. Il valore massimo della ruota è di 2000 €. Compaiono inoltre due spicchi Mistero del valore di 500 €: il concorrente può decidere se chiamare una consonante tenendo il valore di 500 € oppure di rimuovere lo spicchio e vedere cosa nasconde. Sotto gli spicchi Mistero possono comparire infatti 5000 € o una Bancarotta. Se si scopre uno spicchio, l'altro spiccho vale 500 € per il resto del round;
- Express: si gioca dopo il round Mistero e propone frasi con argomenti di varia natura. Il valore massimo della ruota è di 3000 € (2 500 € nelle edizioni in preserale). In questa manche compaiono due spicchi Express (uno solo nelle edizioni in preserale) con cui il concorrente che ci finisce sopra deve giocare la manche da solo, ottenendo 500 € per ogni lettera svelata senza ulteriori giri di ruota. Se però commette un errore, va in bancarotta;
- Ultimo round: si gioca dopo il round Triplete (gli ultimi tre round veloci) e ruota su argomenti di varia natura. Il valore massimo della ruota sale a 5000 €. Se la manche dura troppo, a un certo punto si udirà una campana che segnerà l'ultimo giro di ruota (che verrà effettuato dal presentatore). Da quel momento, ogni concorrente chiama una consonante del valore dello spicchio uscito dall'ultimo giro (5000 € nel caso dello spicchio col valore massimo, il valore ottenuto maggiorato di 1000 € nel caso degli altri spicchi) o una vocale senza alcun valore. Poi è costretto entro tre secondi a dare la soluzione altrimenti passerà la mano all'avversario. Alla fine della manche, chi ottiene il montepremi più alto diventa campione e va alla fase finale.

Nelle due edizioni in preserale vi erano in totale cinque round classici. Prima del Round musicale si giocava un generico Primo round che ruotava su argomenti di varia natura e il cui premio massimo nella ruota era di 1 000 €. Seguivano poi i successivi sopra elencati.

###### Fase finale
- La ruota finale (2024-2025): il campione girava una ruota più piccola, divisa in 24 spicchi che contenevano una busta che andava da 1000 € a 5000 €. La busta rivelava il premio che si andava ad aggiungere al montepremi vinto alla ruota (poteva essere un ulteriore premio in denaro o il SUV DR 6.0 nella primavera 2024, sostituito nell'autunno 2024 da una DR 1.0 e poi da una SPORTEQUIPE 6). Successivamente veniva posta al concorrente un'ultima frase di cui, come avvenuto nelle edizioni di Italia 1, venivano rivelate subito tre consonanti e una vocale (N, R, T, E), mentre altre tre consonanti e un'ulteriore vocale venivano, invece, chiamate a scelta dal concorrente. Rivelate le lettere, il concorrente aveva 15 secondi per indovinare la frase. Se la indovinava aggiungeva al montepremi vinto alla ruota il contenuto della busta, altrimenti vinceva solo il montepremi ottenuto alla ruota. In entrambi i casi il concorrente tornava nella puntata successiva;
- La ruota delle meraviglie (dal 2025): similmente al vecchio gioco finale, il campione deve girare una ruota più piccola, suddivisa in 24 spicchi contenenti delle buste che vanno da 100 € a 200 000 € (oltre a una busta contenente un viaggio alle Maldive e successivamente una crociera ai Caraibi). Tramite un giro di ruota, il campione pesca tre buste (quella contenuta nello spicchio dove si è fermata la ruota e le due laterali) corrispondenti a tre tabelloni da risolvere in 60 secondi:
  - per la prima fase vengono fornite le lettere N, R, T, E a cui si aggiungono tre consonanti e una vocale a libera scelta del campione;
  - per la seconda fase, chiamata "Testacoda", vengono visualizzate le lettere iniziali e finali di ogni parola;
  - per la terza e ultima fase, chiamata "Rubasecondo" non viene visualizzata nessuna lettera e il campione può chiamare liberamente le consonanti e una sola vocale, ma in caso di errore gli vengono sottratti tre secondi dal tempo rimanente.

Se non sa una frase, il campione può fermare il tempo e annullarla, rinunciando alla relativa busta. Per ogni frase indovinata, il campione vince le buste corrispondenti. Se indovina una sola frase vince automaticamente il contenuto di quella busta; se indovina due o tre frasi potrà vincere il contenuto di una sola busta: nel caso in cui la prima non lo soddisfi, può rifiutarla e procedere con l'apertura della seconda. Allo stesso modo, se ha guadagnato tutte e tre le buste e anche la seconda non lo soddisfa, può richiedere la terza che alla fine sarà il premio effettivo che si sommerà al premio vinto alla ruota. In ogni caso, il campione tornerà nella puntata successiva.

## Edizioni
| Edizione | Rete televisiva | Periodo           | Periodo           | Conduzione               | Valletta           | Valletta            | Puntate   | Puntate  | Puntate           | Puntate      | Regia               | Studio                                                            |
| Edizione | Rete televisiva | Inizio            | Fine              | Conduzione               | Valletta           | Valletta            | Preserale | Day-time | Access prime time | Prima serata | Regia               | Studio                                                            |
| -------- | --------------- | ----------------- | ----------------- | ------------------------ | ------------------ | ------------------- | --------- | -------- | ----------------- | ------------ | ------------------- | ----------------------------------------------------------------- |
| 1ª       | Odeon TV        | 19 ottobre 1987   | 25 giugno 1988    | Augusto "Casti" Mondelli | Raffaella de Riso  | Michelle Klippstein | 91        | –        | –                 | 8            | Franco Bianca       | Studi C.T.C., Milano                                              |
| 2ª       | Canale 5        | 5 marzo 1989      | 25 giugno 1989    | Mike Bongiorno           | Ylenia Carrisi     | Ylenia Carrisi      | 17        | –        | –                 | –            | Mario Bianchi       | Studio 10 del Centro di produzione Mediaset di Cologno Monzese    |
| 3ª       | Canale 5        | 1º ottobre 1989   | 24 giugno 1990    | Mike Bongiorno           | Paola Barale       | Paola Barale        | 39        | –        | –                 | –            | Mario Bianchi       | Studio One della Bravo Productions-via Mambretti 9/13, Milano     |
| 4ª       | Canale 5        | 7 ottobre 1990    | 30 giugno 1991    | Mike Bongiorno           | Paola Barale       | Paola Barale        | 39        | –        | –                 | –            | Mario Bianchi       | Studio One della Bravo Productions-via Mambretti 9/13, Milano     |
| 5ª       | Canale 5        | 30 settembre 1991 | 25 settembre 1992 | Mike Bongiorno           | Paola Barale       | Paola Barale        | 236       | –        | –                 | –            | Mario Bianchi       | Studio One della Bravo Productions-via Mambretti 9/13, Milano     |
| 6ª       | Canale 5        | 28 settembre 1992 | 24 settembre 1993 | Mike Bongiorno           | Paola Barale       | Paola Barale        | 236       | –        | –                 | –            | Mario Bianchi       | Studio One della Bravo Productions-via Mambretti 9/13, Milano     |
| 7ª       | Canale 5        | 27 settembre 1993 | 16 settembre 1994 | Mike Bongiorno           | Paola Barale       | Paola Barale        | 216       | –        | –                 | 8            | Mario Bianchi       | Studio 6 e 7 del Centro di produzione Mediaset di Cologno Monzese |
| 8ª       | Canale 5        | 19 settembre 1994 | 16 settembre 1995 | Mike Bongiorno           | Paola Barale       | Paola Barale        | 216       | –        | –                 | 3            | Mario Bianchi       | Studio 6 e 7 del Centro di produzione Mediaset di Cologno Monzese |
| 9ª       | Canale 5        | 18 settembre 1995 | 29 giugno 1996    | Mike Bongiorno           | Antonella Elia     | Antonella Elia      | 246       | –        | –                 | –            | Mario Bianchi       | Studio 7 del Centro di produzione Mediaset di Cologno Monzese     |
| 10ª      | Rete 4          | 9 settembre 1996  | 14 giugno 1997    | Mike Bongiorno           | Claudia Grego      | Claudia Grego       | –         | 252      | –                 | –            | Mario Bianchi       | Studio 7 del Centro di produzione Mediaset di Cologno Monzese     |
| 11ª      | Rete 4          | 8 settembre 1997  | 27 giugno 1998    | Mike Bongiorno           | Miriana Trevisan   | Miriana Trevisan    | –         | 252      | –                 | –            | Mario Bianchi       | Studio 7 del Centro di produzione Mediaset di Cologno Monzese     |
| 12ª      | Rete 4          | 14 settembre 1998 | 26 giugno 1999    | Mike Bongiorno           | Miriana Trevisan   | Miriana Trevisan    | –         | 252      | –                 | –            | Mario Bianchi       | Studio 7 del Centro di produzione Mediaset di Cologno Monzese     |
| 13ª      | Rete 4          | 13 settembre 1999 | 1º luglio 2000    | Mike Bongiorno           | Miriana Trevisan   | Miriana Trevisan    | –         | 252      | –                 | –            | Mario Bianchi       | Studio 7 del Centro di produzione Mediaset di Cologno Monzese     |
| 14ª      | Rete 4          | 11 settembre 2000 | 30 giugno 2001    | Mike Bongiorno           | Miriana Trevisan   | Miriana Trevisan    | –         | 258      | –                 | –            | Mario Bianchi       | Studio 7 del Centro di produzione Mediaset di Cologno Monzese     |
| 15ª      | Rete 4          | 10 settembre 2001 | 29 giugno 2002    | Mike Bongiorno           | Miriana Trevisan   | Miriana Trevisan    | –         | 252      | –                 | –            | Mario Bianchi       | Studio 7 del Centro di produzione Mediaset di Cologno Monzese     |
| 16ª      | Rete 4          | 16 settembre 2002 | 14 giugno 2003    | Mike Bongiorno           | Nancy Comelli      | Nancy Comelli       | –         | 252      | –                 | –            | Mario Bianchi       | Studio 7 del Centro di produzione Mediaset di Cologno Monzese     |
| 17ª      | Rete 4          | 22 settembre 2003 | 20 dicembre 2003  | Mike Bongiorno           | Nancy Comelli      | Nancy Comelli       | –         | 90       | –                 | –            | Luciana Marotta     | Studio 7 del Centro di produzione Mediaset di Cologno Monzese     |
| 18ª      | Italia 1        | 10 dicembre 2007  | 25 aprile 2008    | Enrico Papi              | Victoria Silvstedt | Victoria Silvstedt  | –         | –        | 140               | 1            | Giuliana Baroncelli | Studio 6 del Centro Titanus Elios, Roma                           |
| 19ª      | Italia 1        | 8 settembre 2008  | 19 giugno 2009    | Enrico Papi              | Victoria Silvstedt | Victoria Silvstedt  | –         | –        | 165               | –            | Giuliana Baroncelli | Studio 6 del Centro Titanus Elios, Roma                           |
| 20ª      | Canale 5        | 6 maggio 2024     | 2 giugno 2024     | Gerry Scotti             | Samira Lui         | Samira Lui          | 28        | –        | –                 | –            | Giancarlo Giovalli  | Michelangelo Studio, Cologno Monzese                              |
| 21ª      | Canale 5        | 2 settembre 2024  | 12 dicembre 2024  | Gerry Scotti             | Samira Lui         | Samira Lui          | 93        | –        | –                 | –            | Giancarlo Giovalli  | Michelangelo Studio, Cologno Monzese                              |
| 21ª      | Canale 5        | 7 gennaio 2025    | 19 gennaio 2025   | Gerry Scotti             | Samira Lui         | Samira Lui          | 93        | –        | –                 | –            | Giancarlo Giovalli  | Michelangelo Studio, Cologno Monzese                              |
| 22ª      | Canale 5        | 14 luglio 2025    | in corso          | Gerry Scotti             | Samira Lui         | Samira Lui          | –         | –        | 37                | –            | Giancarlo Giovalli  | Studio Le Robinie, Cologno Monzese                                |

## Audience
| Edizione | Titolo del programma       | Rete televisiva | Anno      | Stagione          | Programmazione    | Programmazione    | Programmazione    | Programmazione | Programmazione | Programmazione | Programmazione | Collocazione      | Collocazione      | Media auditel  | Media auditel |
| Edizione | Titolo del programma       | Rete televisiva | Anno      | Stagione          | L                 | M                 | M                 | G              | V              | S              | D              | Collocazione      | Collocazione      | Telespettatori | Share         |
| -------- | -------------------------- | --------------- | --------- | ----------------- | ----------------- | ----------------- | ----------------- | -------------- | -------------- | -------------- | -------------- | ----------------- | ----------------- | -------------- | ------------- |
| 1ª       | La ruota della fortuna     | Odeon TV        | 1987-1988 | autunno-estate    |                   |                   |                   |                |                |                |                | Preserale         | Prima serata      | –              | –             |
| 2ª       | La ruota della fortuna     | Canale 5        | 1989      | inverno-estate    |                   |                   |                   |                |                |                |                | Preserale         | Preserale         | –              | –             |
| 3ª       | La ruota della fortuna     | Canale 5        | 1989-1990 | autunno-estate    |                   |                   |                   |                |                |                |                | Preserale         | Preserale         | –              | –             |
| 4ª       | La ruota della fortuna     | Canale 5        | 1990-1991 | autunno-estate    | 5 300 000         | 27,00%            |                   |                |                |                |                | Preserale         | Preserale         |                |               |
| 5ª       | La ruota della fortuna     | Canale 5        | 1991-1992 | autunno-autunno   |                   |                   |                   |                |                |                |                | Preserale         | Preserale         | 5 500 000      | 26,49%        |
| 6ª       | La ruota della fortuna     | Canale 5        | 1992-1993 | autunno-autunno   | 6 000 000         | 30,00%            |                   |                |                |                |                | Preserale         | Preserale         |                |               |
| 7ª       | La ruota della fortuna     | Canale 5        | 1993-1994 | autunno-estate    |                   | 5 000 000         | 28,00%            |                |                |                |                | Preserale         | Preserale         |                |               |
| 7ª       | La ruota d'oro             | Canale 5        | 1994      | inverno           |                   |                   |                   |                | Prima serata   | Prima serata   | –              | –                 |                   |                |               |
| 7ª       | La ruota mundial           | Canale 5        | 1994      | estate            |                   |                   | 3 195 000         | 15,00%         | Prima serata   | Prima serata   |                |                   |                   |                |               |
| 8ª       | La ruota della fortuna     | Canale 5        | 1994-1995 | autunno-estate    |                   |                   |                   |                |                | Preserale      | Preserale      | 4 000 000         | 21,87%            |                |               |
| 8ª       | La ruota d'oro             | Canale 5        | 1995      | inverno           |                   |                   |                   |                |                |                | Prima serata   | Prima serata      | 3 528 000         | 12,47%         |               |
| 9ª       | La ruota della fortuna     | Canale 5        | 1995-1996 | estate-estate     |                   |                   |                   |                |                |                | Preserale      | Preserale         | –                 | –              |               |
| 10ª      | La ruota della fortuna     | Rete 4          | 1996-1997 | estate-primavera  | Mezzogiorno       | Mezzogiorno       | 1 200 000         | 10,00%         |                |                |                |                   |                   |                |               |
| 11ª      | La ruota della fortuna     | Rete 4          | 1997-1998 | estate-estate     | Day-time          | Day-time          | 1 500 000         | 13,00%         |                |                |                |                   |                   |                |               |
| 12ª      | La ruota della fortuna     | Rete 4          | 1998-1999 | estate-estate     | Day-time          | Day-time          | –                 | –              |                |                |                |                   |                   |                |               |
| 13ª      | La ruota della fortuna     | Rete 4          | 1999-2000 | estate-estate     | Day-time          | Day-time          | –                 | –              |                |                |                |                   |                   |                |               |
| 14ª      | La ruota della fortuna     | Rete 4          | 2000-2001 | estate-estate     | Day-time          | Day-time          | –                 | –              |                |                |                |                   |                   |                |               |
| 15ª      | La ruota della fortuna     | Rete 4          | 2001-2002 | estate-estate     | Day-time          | Day-time          | –                 | –              |                |                |                |                   |                   |                |               |
| 16ª      | La ruota della fortuna     | Rete 4          | 2002-2003 | estate-primavera  | Day-time          | Day-time          | 800 000           | 7,00%          |                |                |                |                   |                   |                |               |
| 17ª      | La ruota della fortuna     | Rete 4          | 2003      | autunno           | Day-time          | Day-time          | –                 | –              |                |                |                |                   |                   |                |               |
| 18ª      | La ruota della fortuna     | Italia 1        | 2007-2008 | autunno-primavera |                   | Access prime time | Access prime time | –              |                |                |                |                   |                   |                |               |
| 18ª      | La ruota della fortuna VIP | Italia 1        | 2008      | inverno           |                   |                   |                   |                |                |                | Prima serata   | Prima serata      | 2 431 000         | 9,10%          |               |
| 19ª      | La ruota della fortuna     | Italia 1        | 2008-2009 | estate-primavera  |                   |                   |                   |                |                |                |                | Access prime time | Access prime time | –              | –             |
| 20ª      | La ruota della fortuna     | Canale 5        | 2024      | primavera         |                   | Preserale         | Preserale         | 2 855 000      | 21,42%         |                |                |                   |                   |                |               |
| 21ª      | La ruota della fortuna     | Canale 5        | 2024-2025 | estate-inverno    | 3 250 000         | Preserale         | Preserale         | 21,16%         |                |                |                |                   |                   |                |               |
| 22ª      | La ruota della fortuna     | Canale 5        | 2025      | estate-autunno    | Access prime time | Access prime time |                   |                |                |                |                |                   |                   |                |               |

## Cast

### Vallette
La valletta ha il compito di rivelare le lettere nel tabellone che cela la frase da indovinare. Fino alla stagione 1996-1997 veniva impiegato un tabellone elettro-meccanico nel quale la valletta doveva girare a mano, una per una, le caselle che si illuminavano. Dalla stagione successiva venne utilizzato un più moderno schermo digitale e, per mantenere intatta la formula del programma e giustificare la presenza in studio della valletta, si fece in modo che per far apparire le lettere bastasse toccare una sola casella qualsiasi tra quelle illuminate (facendo ciò si scoprivano automaticamente tutte le caselle illuminate, contenenti la lettera chiamata dal concorrente). Nelle edizioni di Papi e Scotti invece la valletta deve toccare tutte le caselle una per una per scoprire la lettera che vi si cela sotto.
- Raffaella de Riso (1987-1988)
- Michelle Klippstein (1988, si alternava a Raffaella de Riso)
- Ylenia Carrisi (5 marzo-25 giugno 1989, torna nel 1992 per sostituire Paola Barale in alcune puntate)
- Paola Barale (1º ottobre 1989-16 settembre 1995)
- Roberta Capua (28 luglio-11 agosto 1995, in sostituzione di Paola Barale)[47]
- Antonella Elia (18 settembre 1995-29 giugno 1996)
- Claudia Grego (9 settembre 1996-14 giugno 1997, 21-22 gennaio 1998 in sostituzione di Miriana Trevisan[24])
- Ana Laura Ribas (10-15 marzo 1997, in sostituzione di Claudia Grego)
- Miriana Trevisan (8 settembre 1997-8 giugno 2002)
- Nancy Comelli (16 settembre 2002-20 dicembre 2003)
- Victoria Silvstedt (10 dicembre 2007-19 giugno 2009)
- Samira Lui (dal 6 maggio 2024)

### Registi
Nel periodo in cui il gioco è andato in onda su Odeon TV, la regia del programma era di Franco Bianca. In seguito al passaggio della trasmissione alla Fininvest, nel 1989 la regia è stata affidata a Mario Bianchi, che diresse tutti i quiz e game-show condotti da Mike Bongiorno in Fininvest; il regista era spesso chiamato in causa da Mike, il quale, al momento di lanciare le pause pubblicitarie, diceva «Cediamo la parola a Mario Bianchi». Bianchi è rimasto alla regia del programma per sedici anni, ad eccezione dell'edizione estiva del 1995, in cui è stato sostituito da Walter Borsani. Nelle edizioni di Enrico Papi la regia è stata affidata a Giuliana Baroncelli, già regista dello storico quiz di Italia 1 Sarabanda, condotto sempre da Papi. Dall'edizione 2024 la regia è affidata a Giancarlo Giovalli, storico regista dei programmi di Gerry Scotti.

### Giudici ed autori
Ruolo fondamentale era ricoperto dagli autori della trasmissioni, responsabili della creazione delle frasi e dei giochi, e dei giudici di gara. Questi soggetti venivano spesso chiamati in causa del conduttore nel caso ci si trovasse di fronte a momenti controversi dal punto di vista del regolamento o per chiarire qualcosa inerente alla frase indovinata.
Giudici
- Illy Reale (1989-1993; nonostante fosse deceduto la sera del 1º luglio 1993 in un incidente stradale, continuò a comparire in televisione per diverse settimane in quanto le puntate erano già state registrate)
- Alvise Borghi (1993-1997, dal 2024)
- Davide Tortorella (1997-2003)

Autori
- Ludovico Peregrini (1989-2003)
- Illy Reale (1989-1993)
- Alvise Borghi (1993-1997, dal 2024)
- Davide Tortorella (1997-2003)
- Fabrizio Castelletti (1998-2000)
- Nicola De Feo (2007-2009)
- Pietro Gorini (2007-2009)
- Giuseppe Scarpa (2007-2009)
- Riccardo Di Stefano (dal 2024)
- Davide Cottini (dal 2024)
- Guglielmo Fiamma (dal 2024)
- Angelo Mandelli (dal 2024)
- Daniele Piccinini (dal 2024)
- Anna Gori (dal 2024)
- Cecilia Tanturri (dal 2024)
- Stefania De Finis (dal 2024)
- Niccolò Pellicano (dal 2025)
- Marko Vostan (dal 2025)

## Studi televisivi
- L'edizione in onda su Odeon TV dal 19 ottobre 1987 al 25 giugno 1988 andava in onda dagli studi C.T.C. situati in viale Legioni Romane 43 a Milano;
- La prima edizione di Canale 5 in onda dal 5 marzo al 25 giugno 1989 è stata registrata presso lo studio 10 del Centro di produzione Mediaset di Cologno Monzese;
- Dal 1º ottobre 1989 al 28 gennaio 1994, le registrazioni della trasmissione si tenevano presso lo Studio One (Bravo Productions) di via Mambretti 9/13 a Milano;
- Dal 31 gennaio 1994 al 25 febbraio 1995 il quiz si svolgeva negli studi 6 e 7 (allora uniti) del Centro di produzione Mediaset di Cologno Monzese;
- Dal 27 febbraio 1995 al 20 dicembre 2003 il quiz venne realizzato nello studio 7 del Centro di produzione Mediaset di Cologno Monzese;
- Le puntate in onda dal 29 gennaio al 3 febbraio 2001 vennero realizzate eccezionalmente tra le piste innevate di Cervinia;[48]
- Le puntate in onda dal 25 al 30 giugno 2001, con protagonisti i campioni dell'edizione, vennero realizzate a bordo di una nave da crociera;
- Nelle edizioni in onda su Italia 1 tra il 10 dicembre 2007 e il 19 giugno 2009 le registrazioni si trasferirono a Roma, presso gli studi del Centro Titanus Elios;
- Dal 6 maggio 2024 al 19 gennaio 2025 le registrazioni tornano a Cologno Monzese nel Michelangelo Studio, di proprietà dello stesso conduttore;[49]
- Dal 14 luglio 2025 le registrazioni traslocano a Le Robinie Studios, sempre a Cologno Monzese.

## Merchandising

### Gioco in scatola
Come spesso è accaduto per i più importanti giochi televisivi, anche questo quiz è stato sfruttato per la realizzazione di un gioco in scatola acquistabile nei negozi di giocattoli. La prima edizione è stata realizzata già nel 1975, più di una decina di anni prima della partenza della trasmissione, si basava sul format statunitense originale del gioco e come esso era intitolato Wheel of Fortune. A partire dal 1987 è stata realizzata una versione italiana del gioco, basata sul programma La ruota della fortuna in onda in quell'anno su Odeon TV. A partire dal 1989, fu modificata la confezione con l'inserimento sulla scatola di una foto di Mike Bongiorno, nel frattempo divenuto il padrone di casa del programma, e il logo dell'emittente sulla ruota. Anche il contenuto della scatola fu modificato e la ruota stessa. Un ulteriore cambiamento è stato realizzato nel 1992, con la modifica di coperchio e contenuto del gioco e l'inserimento di due collage, raffiguranti il conduttore e la valletta di quel periodo, Paola Barale.
Nel 1993 è uscita la seconda edizione del gioco in scatola, con nuove schede per indovinare le soluzioni e una lavagna riscrivibile, mentre dal 1995 è cambiato nuovamente tutto il contenuto del gioco e sul coperchio erano stati inseriti il nuovo logo del quiz ed il collage di Antonella Elia, nuova valletta del gioco.
Una versione da tavolo del gioco è stata prodotta anche durante le edizioni di Enrico Papi, edita da Clementoni mentre, dal 2024, è in vendita la scatola del gioco nella versione di Gerry Scotti, edita da Ravensburger.

## Sigle
Nelle prime sette edizioni del quiz (dal marzo 1989 fino alla stagione televisiva 1994-1995), la sigla era costituita da una base musicale composta dal maestro Augusto Martelli.
A partire dall'edizione 1995-1996, l'ultima condotta da Mike Bongiorno su Canale 5, la sigla del programma viene sostituita con il celeberrimo jingle Gira la ruota (composto da Luca Orioli ed interpretato dal conduttore con Moreno Ferrara e Silvio Pozzoli), riarrangiato poi da Valeriano Chiaravalle nelle edizioni condotte da Enrico Papi e cantato dallo stesso Papi. 
La versione del 2024 è conforme alla politica del franchise Sony Pictures Television, applicata per la prima volta da Chi vuol essere milionario? (acquisita da Sony nel 2008), con tutte le versioni internazionali. I titoli di testa, la grafica e la sigla devono essere conformi all'originale (in questo caso, la versione statunitense). Questa versione utilizza la versione del 2021 della composizione "Changing Keys" del creatore della serie Merv Griffin, originariamente utilizzata dal 1983 al 2000. La versione trasmessa in onda ha debuttato a settembre 2021 per la stagione 39 della versione statunitense in syndication, è arrangiata da John Hoke e registrata presso Bleeding Fingers Music, di proprietà congiunta di Sony Music e Hans Zimmer.